# 하이키
하이키(H1-KEY)는 대한민국의 4인조 걸 그룹이다. GLG (그랜드라인 그룹)과 소니 뮤직 엔터테인먼트에 의해 결성되었고, 2022년 1월 5일 데뷔했다.
그룹명 'H1-KEY'는 영어 'high-key'에서 착안하였으며, 당당하고 건강한 아름다움을 지향하며 매우(very), 정말(really), 분명히(clearly), 공개적으로(out in the open), 강렬한(intense), 멋진(Lit)과 같은 긍정적인 뜻을 담고 있다고 한다.

## 활동

### 2022년: 데뷔, 《Athletic Girl》, 《RUN》
1월 5일, 첫 번째 싱글 《Athletic Girl》을 발표하며 데뷔했다.
5월 25일, 멤버 시탈라가 탈퇴하였으나, 6월 14일, 휘서가 새 멤버로 영입되면서 다시 4인조가 되었다.
7월 6일, 맥시 싱글 《RUN》을 발표했다.

### 2023년: 《Rose Blossom》, 역주행, 퀸덤 퍼즐 출연, 《불빛을 꺼뜨리지 마》, 《Seoul Dreaming》, 데뷔 첫 1위
데뷔 1주년인 1월 5일, 첫 미니 앨범 《Rose Blossom》을 발표했다. 타이틀곡 〈건물 사이에 피어난 장미〉가 이미주 등의 소개 및 공감되는 가사로 화제에 오르면서 차트 순위를 역주행했다. 3월 10일, 벅스 실시간 차트에서 처음으로 1위를 차지했다.
6월 13일부터 방영된 M.net 《퀸덤 퍼즐》에 멤버 리이나, 휘서가 출연하였다. 리이나는 2차까지 진출하였으며, 메인보컬인 휘서는 실력으로 화제를 모은데 이어 결국 8월 15일 최종화에서 1위를 하여 프로젝트 그룹 EL7Z U+P으로도 활동하게 되었다.
8월 23일, 두 번째 미니 앨범의 더블 타이틀곡 《불빛을 꺼뜨리지 마》를 선공개하였고, 8월 30일, 두 번째 미니 앨범 《Seoul Dreaming》을 발표하였다.
9월 5일, SBS M 《더 쇼》에서 데뷔 1년만에 음악방송에서 첫 1위를 차지하였다.

### 2024년: 《Thinkin' About You》, 《기뻐》, 《LOVE or HATE》
2024년 1월 19일, "하이키노트" 프로젝트 첫 번째 음원 디지털 싱글 앨범 《Thinkin' About You》를 발매하였다. 데뷔 후 첫 영어 곡이다.
2월 27일, "하이키노트" 프로젝트 두 번째 음원 디지털 싱글 앨범 《기뻐》를 발매하였다.
6월 19일, 세 번째 미니 앨범 《LOVE or HATE》를 발매하였다.
11월 16일, 홍콩을 시작으로 아시아 투어를 진행하였다.

### 2025년: 첫 단독 팬 콘서트, 《Lovestruck》
2025년 1월 5일 한국에서 첫 단독 팬 콘서트를 진행하였다.
6월 26일, 네 번째 미니 앨범 《Lovestruck》를 발매하였다.
7월 29일, 소속사 초이크리에이티브랩와 전속계약을 체결하였다.

## 구성원
| 이름           | 소개 |
| -------------- | --- |
| 서이 (Seoi)    | - 본명 : 이예진 - 출생 : 2000년 2월 12일(25세), 서울특별시 서초구 - 학력 : 동덕여자대학교 방송연예학 재학 - 활동기간 : 2022년 1월 5일 ~ 현재                                           |
| 리이나 (Riina) | - 본명 : 이승현 - 출생 : 2001년 2월 21일(24세), 서울특별시 동작구 상도동 - 학력 : 성신여자대학교 미디어영상연기학 재학 - 활동기간 : 2022년 1월 5일 ~ 현재                              |
| 휘서 (Hwiseo)  | - 본명 : 조휘현 - 출생 : 2002년 7월 31일(23세), 서울특별시 송파구 - 학력 : 한림연예예술고등학교 실용무용과 졸업 - 관련활동 : 프로젝트 그룹 EL7Z UP - 활동기간 : 2023년 5월 25일 ~ 현재 |
| 옐 (Yel)       | - 본명 : 한신영 - 출생 : 2004년 12월 25일(20세), 경상남도 창원시 진해구 - 학력 : 진해여자고등학교 중퇴 - 활동기간 : 2022년 1월 5일 ~ 현재                                              |

### 이전 구성원
| 이름            | 소개 |
| --------------- | --- |
| 시탈라 (Sitala) | - 본명 : ศีตลา วงศ์กระจ่าง (Sitala Wongkrachang, 시탈라 웡끄라짱) - 출생 : 1997년 10월 20일(27세), 태국 방콕 - 국적 : 태국 - 학력 : 이화여자대학교 졸업 - 활동기간 : 2022년 1월 5일 ~ 2023년 5월 25일 |

## 음반

### EP
- 2023년 1월 5일 : 《Rose Blossom》
- 2023년 8월 30일 : 《Seoul Dreaming》
- 2024년 6월 19일 : 《LOVE or HATE》
- 2025년 6월 26일 : 《Lovestruck》

### 싱글
- 2022년 1월 5일 : 《Athletic Girl》

### 맥시 싱글
- 2022년 7월 6일 : 《RUN》

### 디지털 싱글
- 2023년 8월 23일 : 《불빛을 꺼뜨리지 마 (Time to Shine)》 (미니 2집 선공개곡)
- 2024년 1월 19일 : 《Thinkin' About You》
- 2024년 2월 27일 : 《기뻐》

일본
- 2025년 8월 27일 : 《Summer Was You (Japanese ver.)》

## 음반 외 활동

### 방송
| 기간                      | 방송사   | 제목                 | 역할        | 비고                                   |
| ------------------------- | -------- | -------------------- | ----------- | -------------------------------------- |
| 2023년 6월 13일~8월 15일  | Mnet     | 《퀸덤 퍼즐》        | 경연 출연자 | 리이나 (2차까지 진출), 휘서 (최종 1위) |
| 2024년 3월 22일, 3월 29일 | KBS 조이 | 《이십세기 힛-트쏭》 | 인턴 MC     | 서이, 리이나                           |

## 수상 목록

### 가요 프로그램 1위
| 연도            | 수상 내역 (총 1회)                                                              |
| --------------- | ------------------------------------------------------------------------------- |
| 2023년 (총 1회) | - SEOUL (Such a Beautiful City) (총 1회) - 9월 5일 SBS M 《더 쇼》 더 쇼 초이스 |